# Ion Ghica
Ion Ghica (Bucarest, 12 agosto 1816 – Ghergani, 7 maggio 1897) è stato un politico rumeno.

## Biografia
Discendente dalla nobile famiglia Ghica, di origine fanariota, abiatico del Principe di Valacchia Gheorghe Ghica e fratello del politico Dimitrie Ghica, fu fondatore del movimento patriottico risorgimentale Fratellanza e della rivista Progresso.
Studiò ingegneria e matematica all'Ecole des Mines de Paris dal 1837 al 1840.
Fu per cinque volte primo ministro sotto Alexandru Ioan Cuza e Carlo I di Romania, fu anche rappresentante diplomatico di Romania a Londra, scrittore, pubblicista e economista, presidente della Società accademica e poi dell'Accademia di Romania, partecipò alla rivoluzione del 1848.
Dopo i moti del 1848 divenne sotto l'Impero ottomano Principe regnante di Samo e, tornato in patria, presidente del Consiglio dei ministri fino al 1867.
Fu membro della Massoneria.